# Gaj (powiat wysokomazowiecki)
Gaj – kolonia w Polsce położona w województwie podlaskim, w powiecie wysokomazowieckim, w gminie Ciechanowiec.
W latach 1975–1998 miejscowość administracyjnie należała do województwa łomżyńskiego.
Wierni kościoła rzymskokatolickiego należą do parafii Trójcy Przenajświętszej w Ciechanowcu.

## Historia
W roku 1921 w kolonii Gaj naliczono 4 budynki z przeznaczeniem mieszkalnym i 2 inne zamieszkałe oraz 54. mieszkańców (26. mężczyzn i 28 kobiet). Wszyscy zgłosili narodowość polską i wyznanie rzymskokatolickie.